# Murathan
Murathan ist ein türkischer männlicher Vorname arabischer und türkischer Herkunft, gebildet aus den Elementen Murat (arabisch) und han (türkisch).

## Namensträger
- Murathan Mungan (* 1955), türkischer Schriftsteller
- Murathan Muslu (* 1981), österreichischer Schauspieler und Rapper